# Mark Dilley
Mark Dilley, est un pilote automobile canadien de stock-car né à Barrie, Ontario (Canada) le 20 janvier 1969.
Il pilote actuellement en NASCAR Pinty's Series, au volant de la voiture Leland/BDI/PartSource Ford Fusion no 2 au sein de l'équipe Micks Motorsports.

## Carrière
Dilley pilote en CASCAR Super Series (en) de 1990 à 2006 lorsque cette compétition est achetée par la NASCAR et renommée la Canadian Tire Series. Il en remporte le championnat 1994. Son bilan dans cette compétition est de 4 victoires en 79 départs.
Dilley commence à piloter en Canadian Tire Series en 2007 avec le sponsoring de Dodge, Wild Wing (en) et Leland Industries. Lors de sa première saison, il compile une pole position, quatre top 5 et une victoire au Riverside International Speedway.
La saison 2008 est similaire, avec six top 5 et une victoire au Coke Zero 200 (en). Dilley termine 6e au classement du championnat. Il reste encore une saison avec l'équipe Whitlock Motorsports avant de piloter pour l'équipe Farwell Racing. Lors de sa deuxième saison au sein de cette équipe, Dilley remporte sa troisième courses au Barrie Speedway alors qu'il n'y aura mené qu'un seul tour (et le seul tour qu'il aura mené de la saison).
En 2012, Dilley décide de partager ses courses, avec son ami Kerry Micks (en) et champion 1993 de la CASCAR Super Series, au volant de la Ford no 2 de l'équipe Micks Motorsports. Dilley, pilote sur les circuits type ovales, tandis que Micks pilote sur les circuits routiers.
En plus de ses activités de pilote, il est le promoteur de la piste Sunset Speedway au nord de Toronto.

### NASCAR Pinty's Series

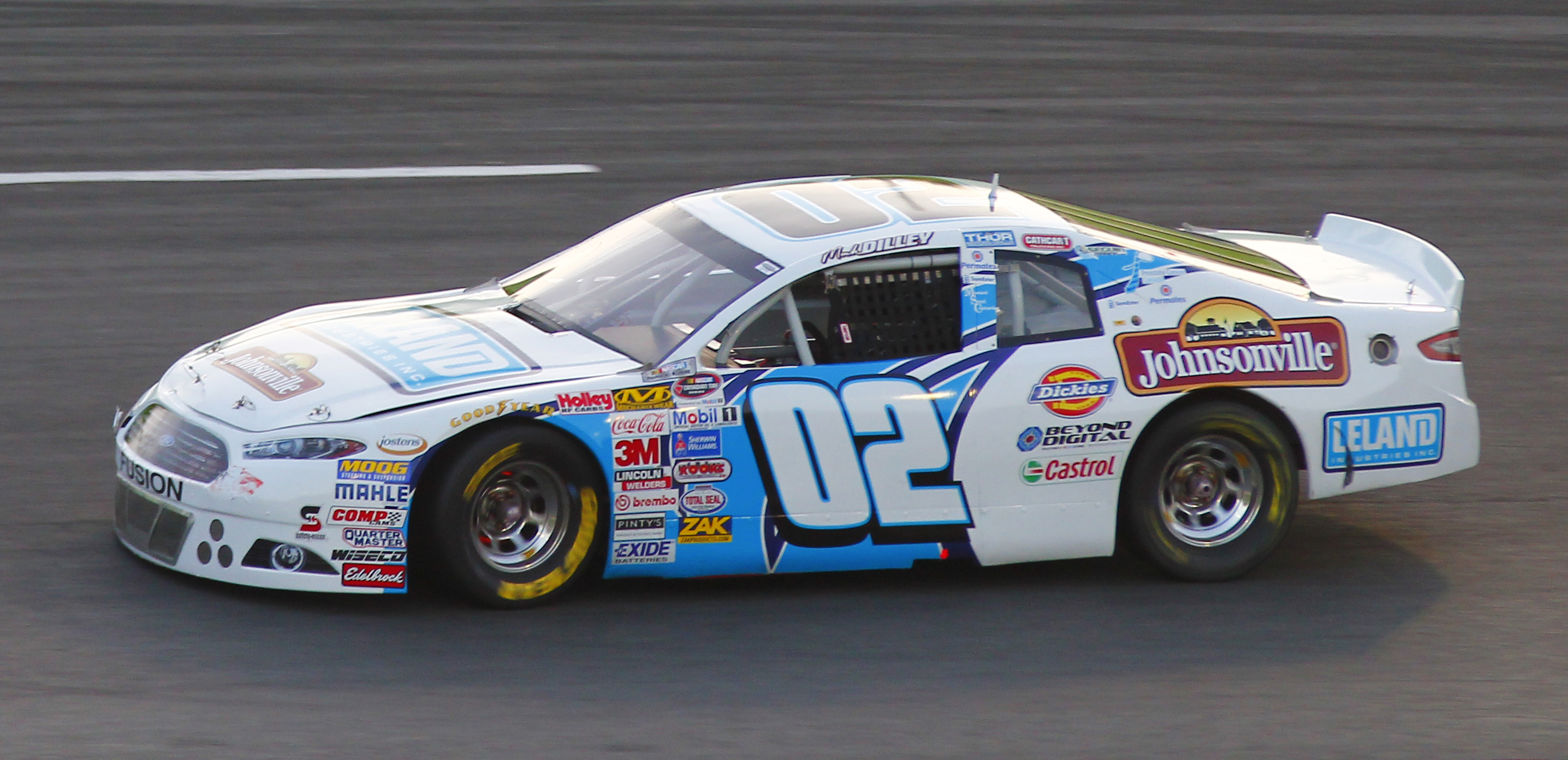
Autodrome Chaudière - 13 juin 2015 (Photo Paul-Émile Poulin-Jacques)

### NASCAR Pinty's Series[6]
| Année | Départs | Poles | Victoires | Top 5 | Top 10 |
| ----- | ------- | ----- | --------- | ----- | ------ |
| 2007  | 12      | 2     | 1         | 4     | 5      |
| 2008  | 13      | 0     | 1         | 6     | 9      |
| 2009  | 13      | 1     | 0         | 4     | 6      |
| 2010  | 13      | 0     | 0         | 2     | 8      |
| 2011  | 12      | 0     | 1         | 5     | 7      |
| 2012  | 7       | 0     | 0         | 3     | 5      |
| 2013  | 6       | 0     | 0         | 3     | 5      |
| 2014  | 8       | 0     | 0         | 3     | 4      |
| 2015  | 7       | 0     | 0         | 3     | 3      |
| 2016  | 7       | 0     | 0         | 3     | 6      |
| TOTAL | 97      | 3     | 3         | 36    | 58     |

### CASCAR Super Series
| Année | Départs | Poles | Victoires | Top 5 | Top 10 |
| ----- | ------- | ----- | --------- | ----- | ------ |
| 1999  | 4       | 0     | 0         | 0     | 0      |
| 2000  | 4       | 0     | 0         | 1     | 4      |
| 2001  | 12      | 1     | 1         | 5     | 6      |
| 2002  | 12      | 0     | 0         | 5     | 8      |
| 2003  | 12      | 3     | 0         | 4     | 7      |
| 2004  | 12      | 0     | 1         | 6     | 9      |
| 2005  | 12      | 0     | 1         | 4     | 7      |
| 2006  | 11      | 2     | 1         | 5     | 10     |
| TOTAL | 79      | 6     | 4         | 30    | 51     |